# 퀍스
퀍스(Kwabs, 1990년 4월 24일 ~ )는 잉글랜드의 싱어송라이터이다. 대표곡은 "Walk"이다.